# 双角盗蛛
双角盗蛛（学名：Pisaura bicornis）为盗蛛科盗蛛属的动物。在中国大陆，分布于浙江等地。该物种的模式产地在浙江。